# Bornes de Aguiar
Bornes de Aguiar es una freguesia portuguesa del concelho de Vila Pouca de Aguiar, con 41,30 km² de superficie y 2.212 habitantes (2001). Su densidad de población es de 53,6 hab/km².

## Galería

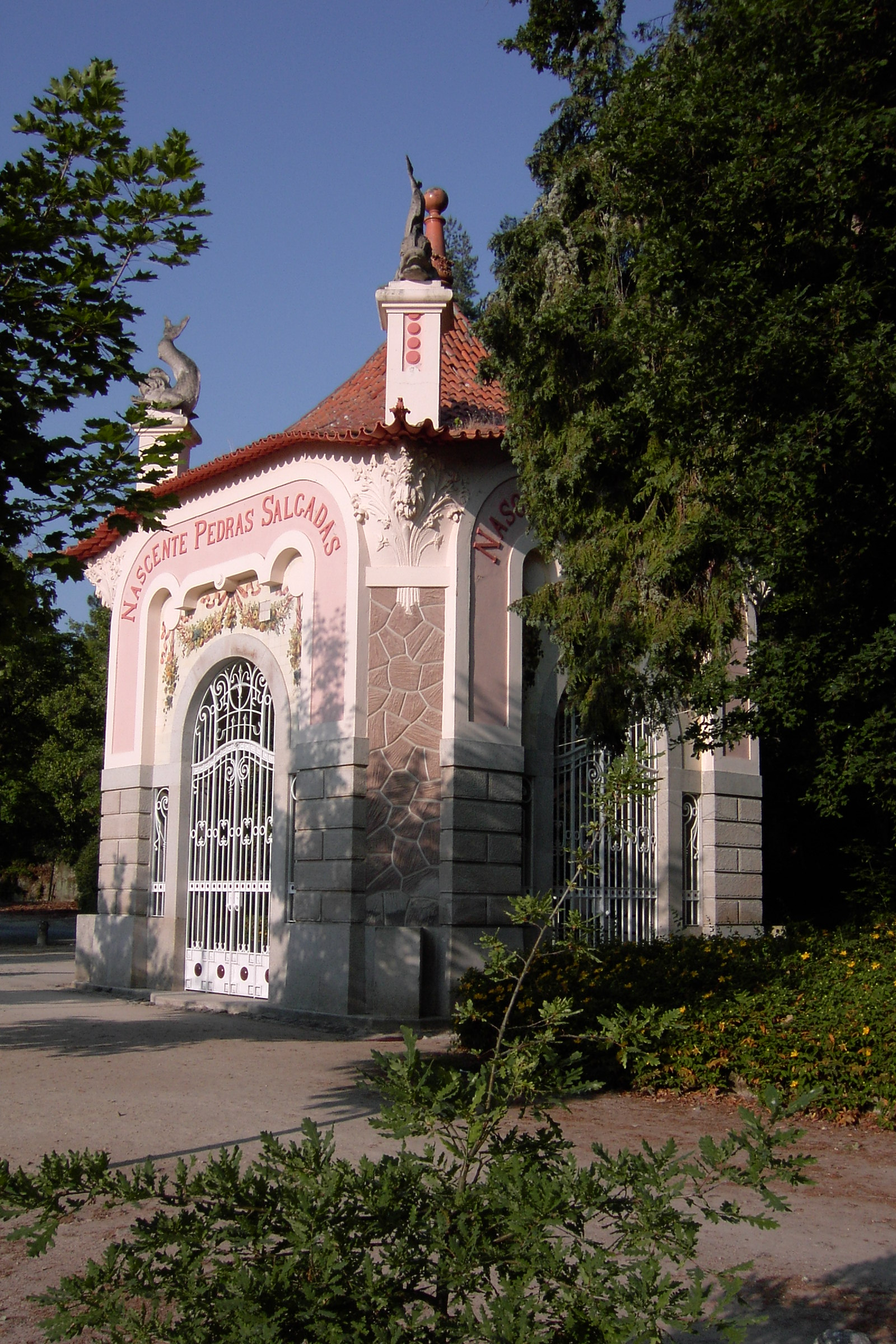
Manantial de Pedras Salgadas.